# جون ميلس
جون ميلس (بالإنجليزية: John Mills)‏  (و. 1717 – 1794 م) هو كاتب من المملكة المتحدة لبريطانيا العظمى وأيرلندا، ولد في إنجلترا، وكان عضوًا في الجمعية الملكية، توفي عن عمر يناهز 77 عاماً.